# Puente de Manzanal del Barco de 1929
El puente de Manzanal del Barco de 1929, también conocido popularmente como puente Chiquito, es un puente de carretera situado sobre el río Esla entre los municipios de Manzanal del Barco y Palacios del Pan, provincia de Zamora, en España.
Se inauguró en 1929 después de décadas de intentos por parte del Ayuntamiento de Manzanal del Barco, en el mismo punto donde se ubicó durante siglos la barca que servía para cruzar el Esla. Tan solo estuvo operativo tres años y medio siendo parte del llamado camino vecinal de La Hiniesta a Carbajales de Alba, lo que hoy se conoce como carretera ZA-P-1405. La puesta en marcha de la presa de Ricobayo lo dejó sumergido sustituyéndose por el puente de 1933.

## Historia
El propio topónimo de Manzanal "del Barco" es una clara referencia al que fue su medio de transporte para poder salvar la barrera fluvial que significaba el río Esla. Durante siglos la barca de Manzanal fue impopular entre sus usuarios al considerarse alto el peaje que cobraba el conde de Alba de Liste por su uso. En 1826, ya Sebastián Miñano en su diccionario geográfico-estadístico de España y Portugal abogaba por la construcción de un puente en Manzanal del Barco, como el que se estaba construyendo en San Pelayo de Castro, dado el riesgo y la peligrosidad que encerraba el tránsito en barca.
La barca de Manzanal, uno de los medios de transporte más tradicionales de Zamora, siguió prestando sus servicios hasta la construcción del puente sobre el Esla, que se inauguró en mayo de 1929. El 29 de agosto de 1911, el Ayuntamiento de Manzanal aprobó construir un puente ante los inconvenientes que generaba ya cruzar el Esla en barca. El proyecto municipal que se aprobó con un coste de 150.000 pesetas nunca vio la luz. No fue hasta la siguiente década cuando se materializó esta obra mediante la unión de los pueblos de Losacino y Carbajales de Alba con el Ayuntamiento de Manzanal del Barco, sumado al impulso de la Diputación de Zamora.
El 27 de noviembre de 1926, el Ayuntamiento de Manzanal toma de nuevo la iniciativa y decide enajenar tres fincas, mediante subasta, para conseguir fondos para el puente: una de 7.439 metros cuadrados en El Espinacal, una de 800 en Bardezuela y otra de 100 en El Corral de Concejo. Las obras fueron adjudicadas en subasta pública en 1927 a la Compañía de Medina del Campo a Zamora, constructora del ferrocarril de Zamora-Orense, por un importe de 208.000 pesetas. La iniciativa sufrió diferentes avatares y las obras no comenzaron hasta el mes de julio de 1927, ya que la subasta había quedado desierta hasta en dos ocasiones. Los albarinos encargaron el proyecto a Díaz Burgos, advirtiéndole, de antemano, que había poco dinero. El ingeniero propuso entonces un modelo de arcos similar a los promovidos por José Eugenio Ribera, que por aquel entonces construía el Puente Pino.
Las obras tuvieron una duración de dos años, estando el puente ya finalizado en abril de 1929, que ya se utilizó para la Feria de Carbajales de Alba donde el puente sirvió para el transporte de ganado y mercancías de la feria. Las obras tuvieron un siniestro laboral, el 1 de junio de 1928, cuando un barquichuelo que cruzaba el río con dos trabajadores a bordo, tropezó con la maroma de la barca de Manzanal, cayendo al agua los ocupantes, de lo que resultó ahogado uno de ellos. El juzgado de Alcañices se hizo cargo del caso.
El 17 de julio de 1927 aprovechando la visita del ministro de la Gobernación, Severiano Martínez Anido a Zamora, se hizo una visita oficial a las obras donde el presidente de la Diputación Agustín Navarro "obsequió con espléndido lunch al general Martínez Anido y a sus acompañantes, corriendo el champagne con abundancia" Lo que no sabían ministro y presidente de la Diputación, es que estaban brindando por la construcción del puente más infrautilizado de la historia de España, con solo 3 años y medio de uso ya que fue anegado en 1933 por la apertura de la presa de Ricobayo.
La ansiada inauguración oficial, bendición y apertura oficial al público tuvo lugar la tarde del domingo 5 de mayo de 1929, con la presencia del Gobernador civil de la provincia y actuando de madrina la esposa del presidente de la Diputación. La recepción administrativa definitiva de las obras no tuvo lugar hasta junio de 1930 cuando concluyeron también las del camino vecinal de La Hiniesta a Carbajales de Alba, que hoy es la ZA-P-1405.
Prácticamente desde la finalización de las obras se le empezó a denominar como "Puente Chiquito" debido a que nada más estar operativo ya se sabía que iba a quedar pequeño para el embalse del Esla. En 1933 quedó sumergido completamente por el embalse después de tan solo tres años y medio años de utilización. Para mantener la comunicación con el nuevo vaso de agua del Esla, se construyó un segundo puente de hormigón y con 450 m de longitud, denominado oficialmente igual que su antecesor, puente de Manzanal del Barco, pero conocido popularmente como Puente de Mázares, por el nombre de la dehesa existente en su extremo de Palacios del Pan. Este último puente estuvo en servicio entre los años 1933 y 2007.

## Características
Posee una anchura de 3,70 metros que permitía cruzarse a dos carruajes, muchas veces a costa de subirse en los bordillos, pues el camino era 2,70 metros, dejando 50 centímetros a cada lado para quienes iban a pie. El puente fue pensado para el paso de carruajes, animales y personas.
Se trata de un puente simétrico de rasante horizontal y de planta recta, con 139 metros de longitud que sumando los estribos de acceso supera los 170 metros, alcanzando en su parte central los 30 metros de altura sobre las aguas.
Tiene cuatro arcos de hormigón, las dos bóvedas centrales, parabólicas, de 45 metros de luz y otras dos laterales escarzanas, de 20 metros. Los tímpanos de las bóvedas laterales eran macizos, mientras las centrales soportaban el tablero por medio de una empalizada rematada por arquillos de medio punto. Las pilas centrales eran muy potentes, estaban dotadas de contrafuertes y tenían una planta curva cuya sección disminuía en la mitad superior. El tablero volaba sobre los arcos y las bóvedas, pero apoyaba sobre los contrafuertes de las pilas. Su espesor oscilaba entre los 5 y los 8,75 m. La cimentación se efectuó en roca.
"El chiquito", quizá por su vida útil tan efímera, se trata de una infraestructura apreciada en Zamora, muy fotografiada y transitada cada vez que reaparece tras años de sumersión.

## Reapariciones tras el sumergimiento
El puente reaparece cada ciertos años cuando baja la cota del embalse debido a motivos climatológicos como la sequía o debido a motivos comerciales como la generación de electricidad por parte de la concesionaria Iberdrola. En ambos casos, suele ser en época estival u otoño.
En el siglo XXI, ha reaparecido a finales de 2012, en agosto de 2017 al quedar la cota del embalse al 11% y en julio de 2021 al quedar la cota en 10,9%. En esta última ocasión el vaciado del embalse de Ricobayo se convirtió en un conflicto nacional  con las instituciones políticas y ciudadanas contra Iberdrola por su vaciado en tres semanas para generar electricidad barata en medio de una subida de la factura de la luz en máximos históricos en España.

## Galería de imágenes
|                                      |
| Los tres puentes juntos de Manzanal. |

|                                        |
| Puente de 1929 desde Palacios del Pan. |

|                                          |
| Puente de 1929 desde Manzanal del Barco. |

|                                             |
| Los tres puentes de Manzanal desde Mazares. |

|                                                    |
| Protestas contra Iberdrola por el vaciado de 2021. |